# Ditto

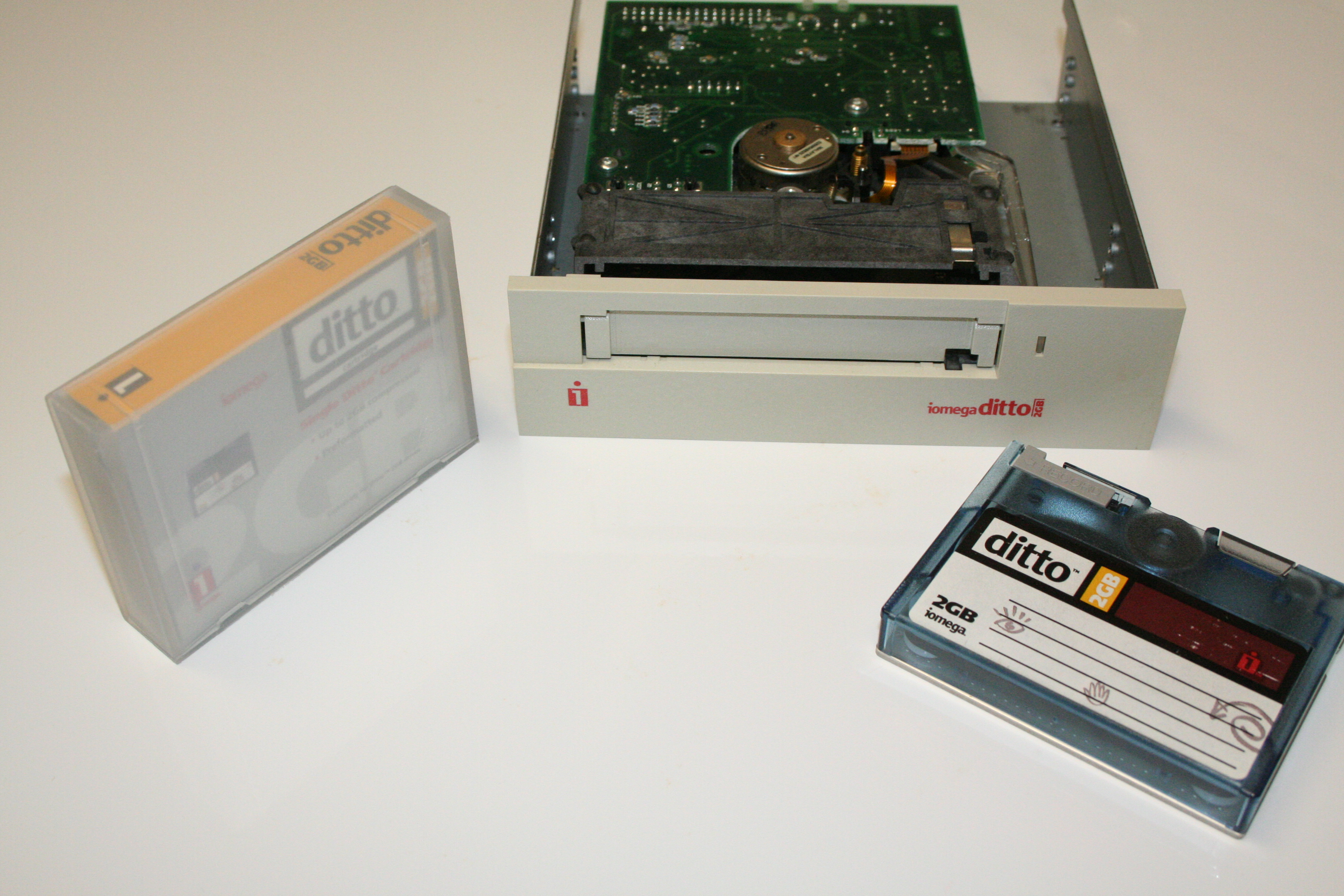
ditto本体と専用テープ

ditto（でぃとー）は、1990年代にアイオメガが開発し発売していたカートリッジ型テープドライブである。主にバックアップ用途として用いられた。
コンピュータとの接続はパラレルポート接続か、独自のインターナル(内部)接続（"ditto dash card" を用いて、ドライブ自体はフロッピースロットに格納）を用いる。カートリッジはQIC、Travan、アイオメガ製のカートリッジを用いることができた（dittoの製品形式によってタイプ及び容量に違いがある）。
しかし、パラレルポート接続およびテープバックアップ方式はUSBやFireWireの登場やリムーバブルディスク/ハードディスク型のバックアップ方式によって時代遅れになりつつあった。dittoもその影響を受けた。
1999年にアイオメガはテープ部門をTecmar社に売却して撤退した。それとともにdittoは製造中止となった。